# تغلي ألبوفتيلة (الريف الغربي)
تغلي ألبوفتيلة (بالفارسية: طغلی آلبوفتیله) هي منطقة سكنية تقع في إيران في قسم الريف الغربي الريفي. يقدر عدد سكانها بـ 88 نسمة بحسب إحصاء 2016.